# Sempervivum
Sempervivum (Brit. /sɛmpəˈvaɪvəm/,  US [̩sɛmpeɹ'vivũm]) este un gen de aproximativ 40 de specii de plante cu flori din familia Crassulaceae, cunoscut sub numele de urechelniță. Alte denumiri comune includ nemuritor (sursa denumirii taxonomice Sempervivum, literalmente "mereu / pentru totdeauna în viață") și găină și pui, un nume împărtășit și cu plante din alte genuri . Sunt plante perene suculente care formează rogojini compuse din frunze de tuf în rozete. În condiții favorabile, acestea se răspândesc rapid prin ramificații, iar mai multe specii sunt apreciate în cultivare ca acoperire pentru locurile uscate și însorite. 

## Habitat
Urechelnițele există din Maroc până în Iran, prin munții Iberiei, Alpi, Carpați, munți balcanici, Turcia, munți armeni, în partea de nord-est a deșertului Sahara și Caucaz. Capacitatea lor de a depozita apa în frunzele lor groase le permite să trăiască pe roci însorite și locuri pietroase din munții, centurile subalpine și alpine. Majoritatea sunt rezistente în zona 4 a SUA și vor suporta climatele calde până la aproximativ zona 8. 

## Origine subtropicală

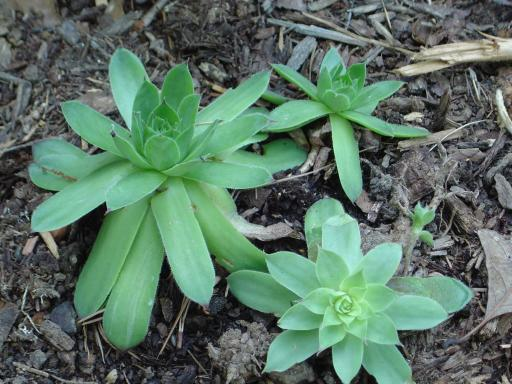
Sempervivum tectorum (urechelniță comună)

Morfologic, sunt asemănătoare genurilor Jovibarba, Aeonium, Greenovia, Aichryson și Monanthes, care apar mai ales în Macaronesia (Azore, Insulele Canare, Capul Verde, Madeira). Unii botanici includ unele sau toate aceste genuri într-o interpretare mai largă a Sempervivum, în special Jovibarba . 

## Originea numelui
Numele Sempervivum își are originea în latină semper („mereu”) și vivus („vie”), deoarece această plantă perenă își păstrează frunzele iarna și este foarte rezistentă la condițiile dificile de creștere.  Denumirea comună „urechelniță” se crede că provine din practica tradițională de cultivare a plantelor de pe acoperișurile caselor pentru a evita focul și fulgerul. Unii galezi mai păstrează vechea credință populară că faptul că o crește pe acoperișul casei asigură sănătatea și prosperitatea celor care locuiesc acolo.   Planta nu este strâns legată de prazul adevărat, care aparține familiei cepei. 
Alte denumiri comune reflectă vechea asociere a plantei cu Thor, zeul norvegian al tunetelor și cu Jupiterul Roman. De aici și denumiri precum „barba lui Jupiter” și germanul Donnerbart („barba tunetului”). 

## Creștere și reproducere
Urechelnițele cresc ca niște tufete de rozete perene, dar monocarpice . Fiecare rozetă se propagă asexual prin rozete laterale (compensări, „ găină și pui ”), prin împărțirea rozetei (doar Jovibarba heuffelii ) sau sexual prin semințe minuscule. 
De obicei, fiecare plantă crește de câțiva ani înainte de înflorire. Florile lor hermafrodite au mai întâi o etapă masculină. Apoi, staminele se curbă și se răspândesc de covoarele din centrul florii, astfel încât auto-polenizarea este destul de dificilă. Culoarea florilor este roșiatică, gălbui, rozalie sau - rareori - albicioasă. În Sempervivum, florile sunt actinomorfe (ca o stea) și au mai mult de șase petale, în timp ce în Jovibarba, florile sunt campanulate (în formă de clopot) și sunt galben-verde pal cu șase petale . După înflorire, planta moare, lăsând de obicei multe ramificări pe care le-a produs în timpul vieții sale. 

## Identificare
Genul Sempervivum este de obicei ușor de recunoscut, deși uneori poate fi confundat cu genul Echeveria . Cu toate acestea, speciile sale nu sunt adesea ușor de identificat. Chiar și o singură clonă poate arăta foarte diferit în diferite condiții de creștere ( modificări ) sau în perioade diferite ale anului. Membrii acestui gen sunt foarte asemănători și strâns legați între ei. În consecință, au fost descrise multe subspecii, soiuri și forme, fără limite bine definite între ele. Ca o a doua consecință, există o frecvență ridicată a hibrizilor naturali din acest gen și posibilitatea unor încrucișări ale acestora. Cu toate acestea, mai mult sau mai puțin de 40 de specii pot fi individualizate în întreaga zonă a genului, dar există multe alte populații locale, fără valoare nomenclaturală, dar uneori cu propriile caractere. 
În Alpi, de exemplu, cele mai distribuite specii sunt S. tectorum (urechelnița obișnuită, uneori numită S. alpinum ), S. montanum (urechelnița de munte) și S. arachnoideum (urechelnița de  acoperiș), fiecare cu mai multe subspecii. Mai local sunt S. wulfenii și S. grandiflorum cu flori galbene și frumoasa urechelnița de calcar ( S. calcareum ). Mai rare sunt S. dolomiticum și în principal S. pittonii . S. pittonii este o mică bijuterie cu flori galbene, care crește doar pe două versanți montani, lângă Kraubath, în valea Mur, în Austria și este foarte amenințată.     

Pe acoperișuri sau ziduri vechi se poate găsi S. tectorum, mai mult sau mai puțin sălbatic, foarte departe din aria sa naturală. Este o plantă medicinală și vrăjitoare foarte veche. Unii oameni superstițioși consideră că această plantă este capabilă să protejeze o casă de fulgere . 

## Herbalism
A fost folosit istoric și este folosit în prezent pentru presupuse beneficii pentru sănătate. Nu are efecte secundare cunoscute (în afară de a fi un emetic în doze mari) sau interacțiuni medicamentoase. Utilizările obișnuite din plante opresc cazurile rele de diaree prin consumul de suc al frunzei sau mâncarea directă a frunzelor, iar sucul este aplicat în mod direct pe piele pentru multe dintre aceleași utilizări ca aloe vera, cum ar fi arsuri, negi și mușcături de insecte.   În plus, se spune că poate aduce alinare în cazurile de umflături și retenție de apă. 
Celebrul herbalist englez Culpepper spune că „Urechelnița noastră obișnuită este bună pentru toate căldurile interioare, precum și pentru exterior și pentru ochii sau alte părți ale corpului: un poset format din suc este deosebit de bun în toate apele calde, pentru că se răcește și temperează sângele și spiritele și potolește setea; și este, de asemenea, bine să rămâneți în toți ochii sau cu rețete ascuțite și sărate, sucul fiind scăzut în ele. Dacă sucul este picat în urechi, calmează durerea. . . . Răcește și restrânge toate inflamațiile fierbinți Focul Sfântului Antonie (Erysipelas), scaldări și arsuri, zona zoster, ulcerele îngrozitoare, viermii și altele asemenea; și mult ușurează durerea și guta. ' 

## Plante de grădină și plante de container

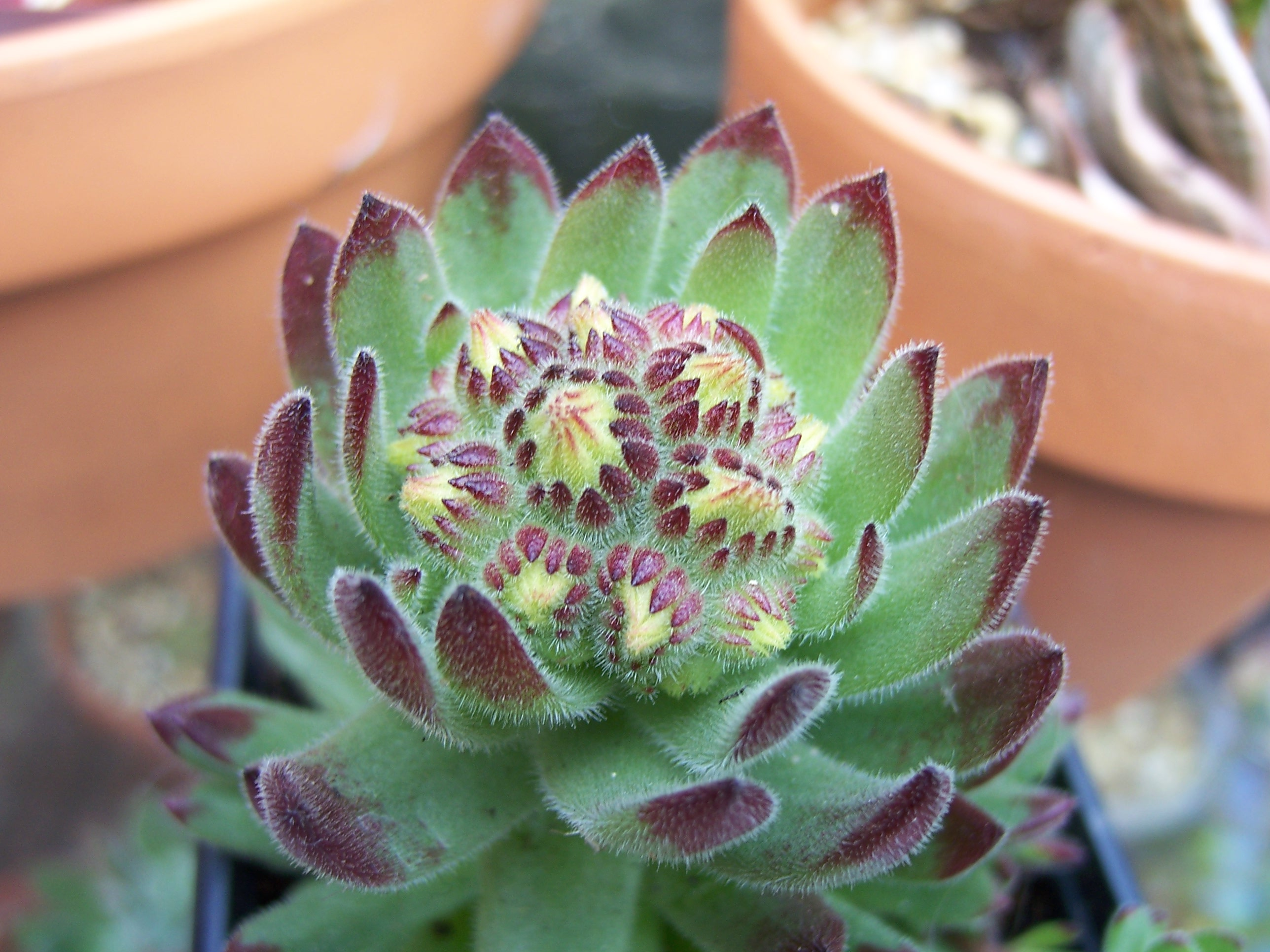
Sempervivum pittonii

Deși verii lor subtropicali sunt foarte sensibili la îngheț, sempervivurile sunt printre cele mai rezistente la îngheț, care le fac populare plante de grădină. Acestea tind să crească cel mai bine în condiții uscate, cu un sol nisip bine drenat, pentru a preveni putrezirea rădăcinilor. Acestea necesită doar udare moderată, în special în lunile mai calde, cu protecție ocazională împotriva expunerii extreme la soare.
Sempervivum-urile fac și plante potrivite pentru containere și se descurcă bine în vase de teracotă, beton și ciment respirabile. De asemenea, au fost cunoscuți că cresc în rocă, containere metalice, coroane suculente, zona zoster de acoperiș și oriunde altundeva care permite drenarea rădăcinilor adecvate. 

### Soiuri
Colecționarii sunt numeroși și au adesea multe soiuri diferite în colecțiile lor. Sempervivurile sunt plante foarte variabile și, prin urmare, sute, poate mii de soiuri au fost create, dar multe dintre ele nu sunt foarte diferite unele de altele. Interesul principal al acestor soiuri nu este pentru florile lor, ci pentru forma și culoarea rozete-frunzelor.
Următoarele specii și soiuri - unele mixate sau parentaj incert - au obținut Premiul Societății Horticole pentru Meritul Grădinii : - 
- Sempervivum arachnoideum[14]
- Sempervivum arachnoideum subsp. tomentosum[15]
- ’Bronco’[16]
- Sempervivum calcareum ‘Extra’ [17]
- Sempervivum calcareum ‘Guillaume’[18]
- Sempervivum ciliosum [19]
- ‘Lilac Time’[20]
- ’Othello’[21]
- Sempervivum pittonii[22]
- ‘Reinhard’[23]
- Sempervivum tectorum[24]

## Galerie

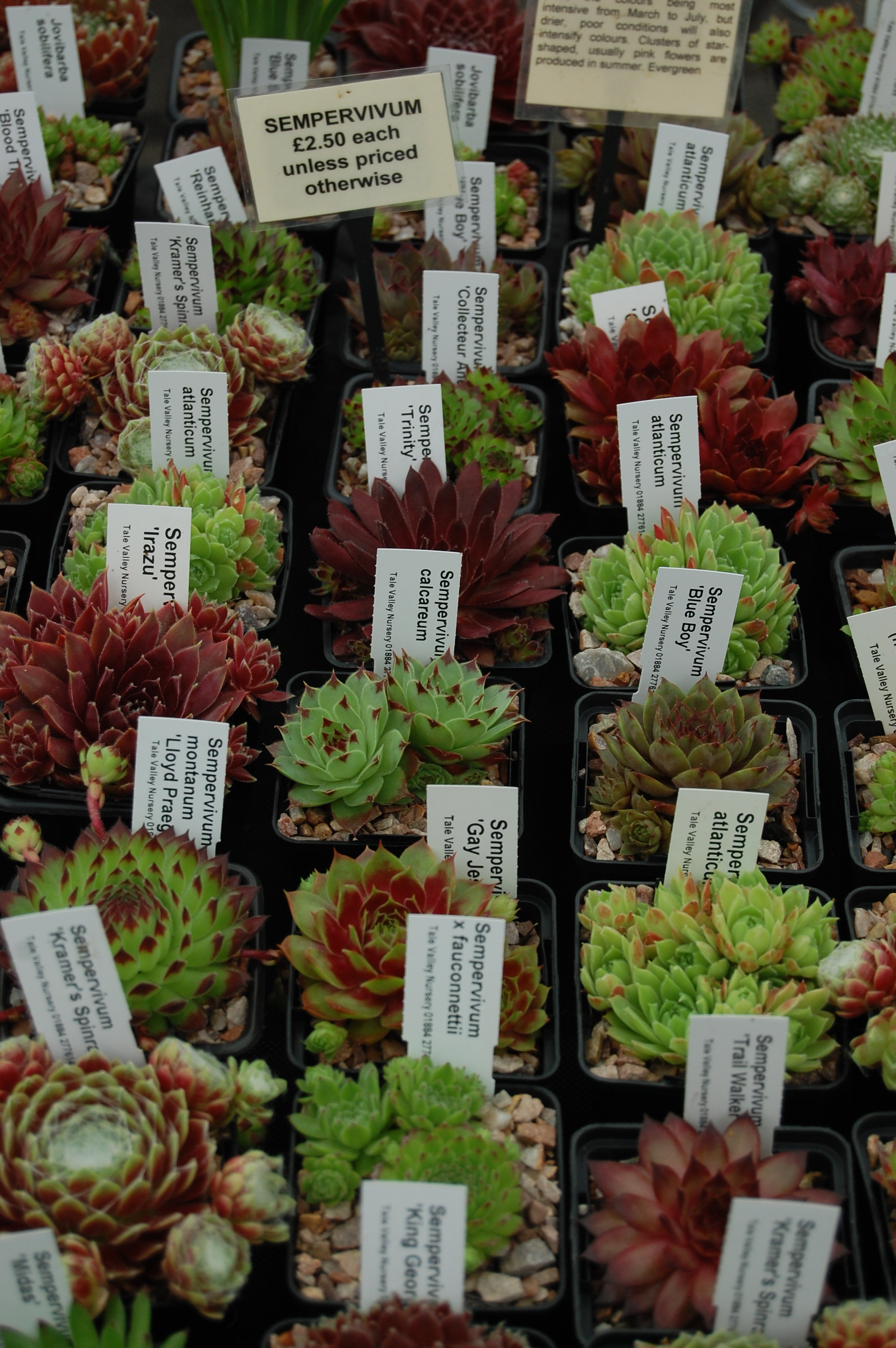
O selecție de cultivare Sempervivum, de vânzare la Gardeners 'World Live 2012⁠(d)
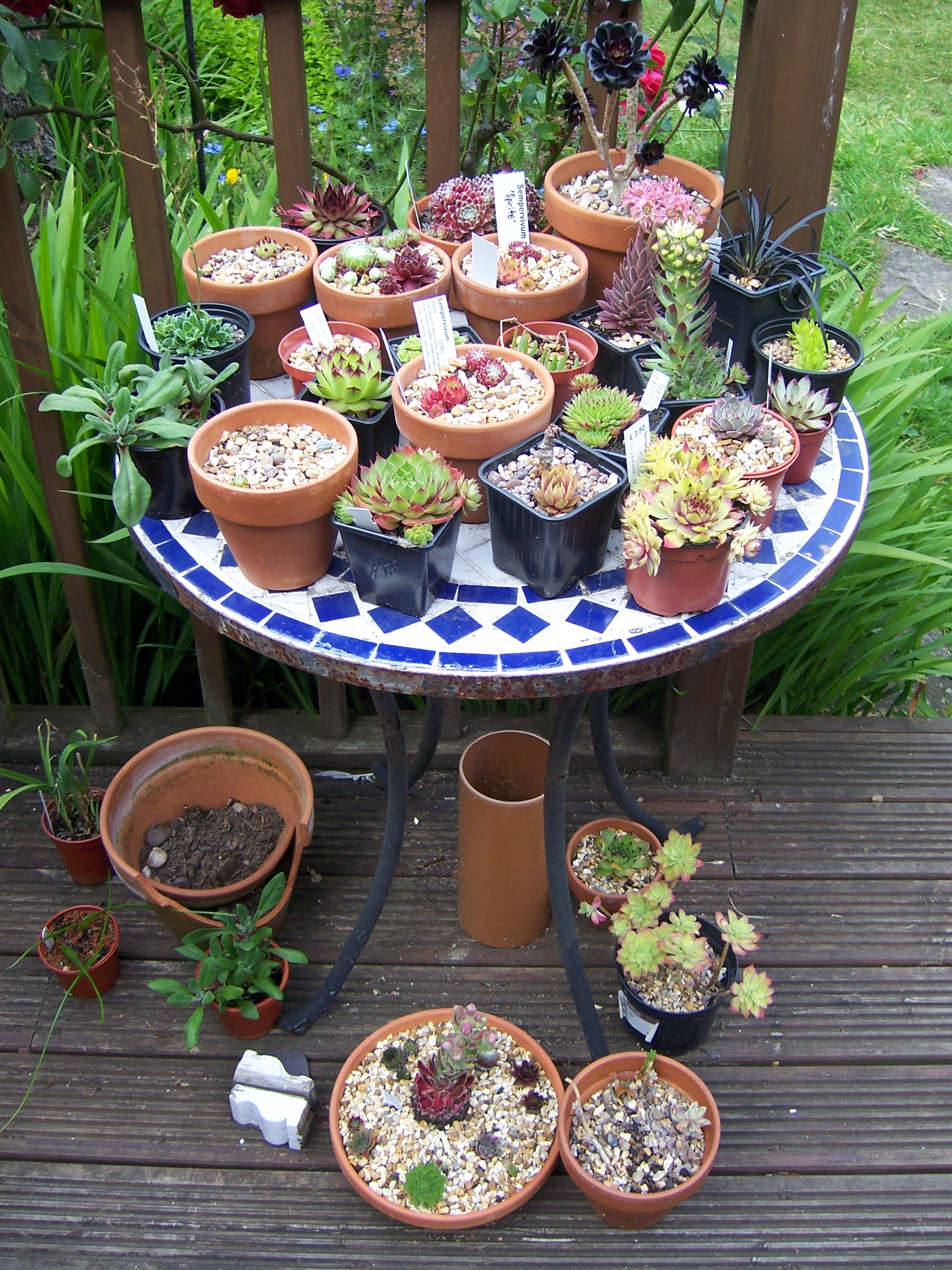
O colecție personală de sempervive în ghiveci
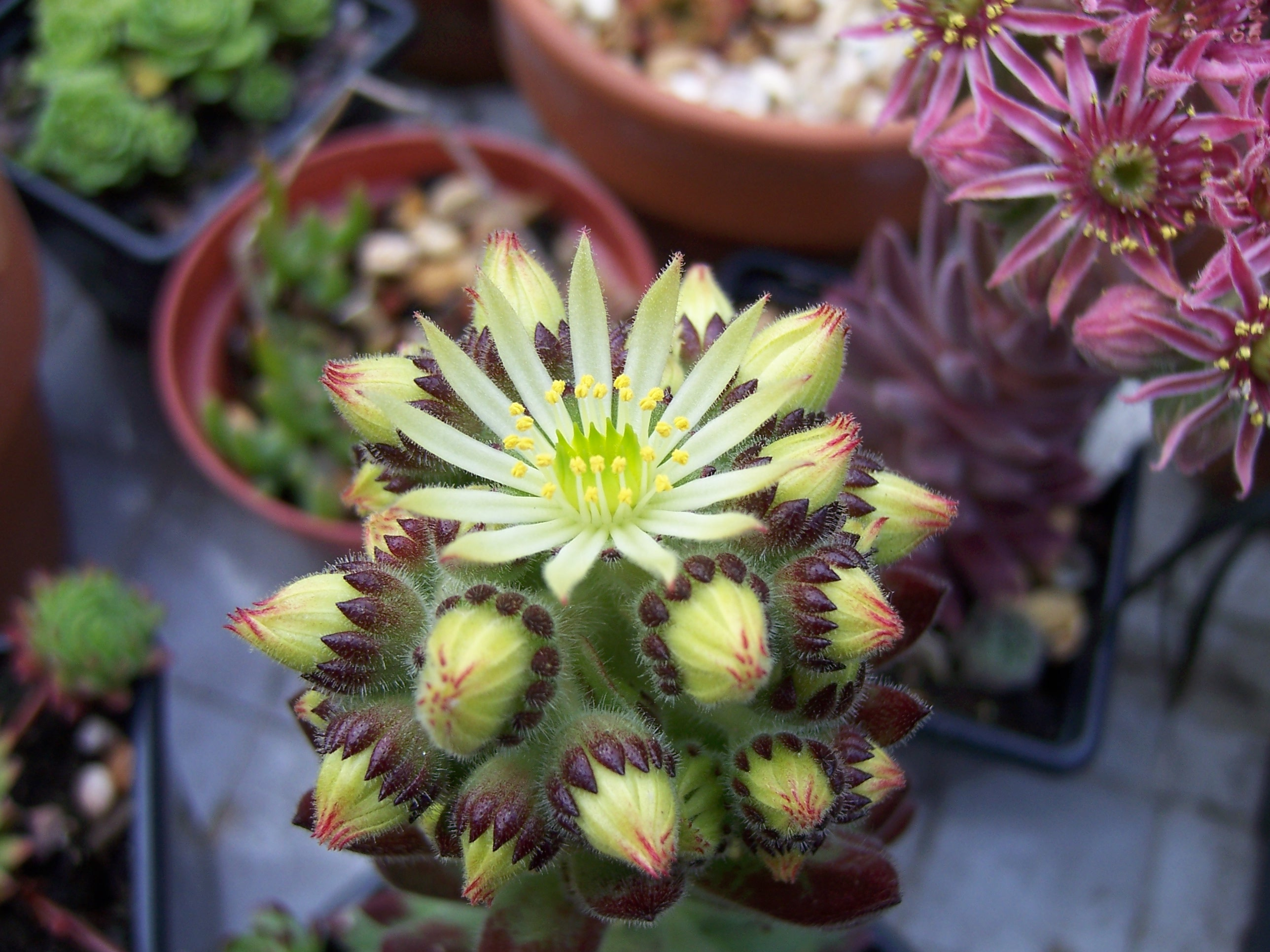
Sempervivum pittoni
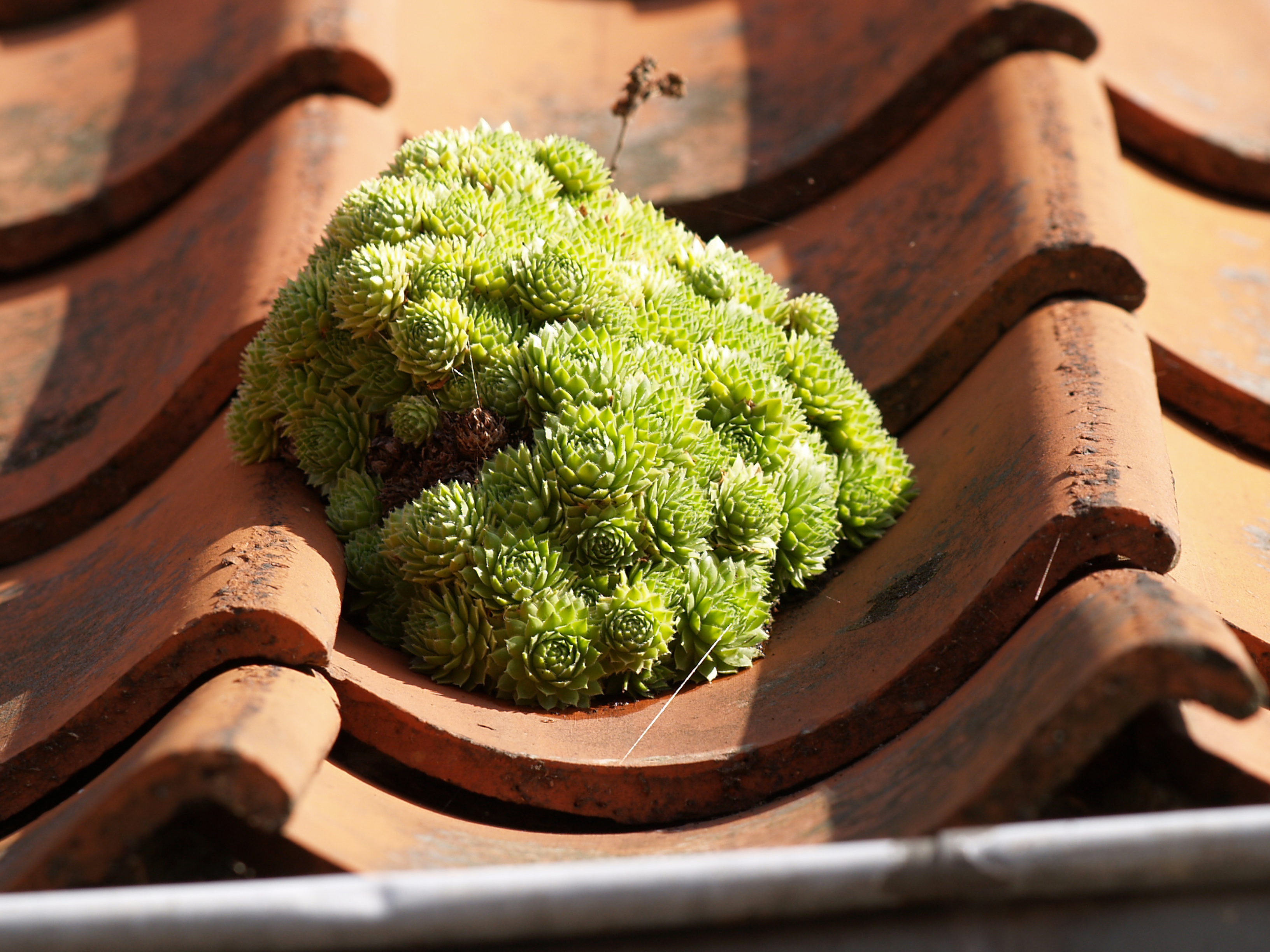
Sempervivum tectorum pe un acoperiș
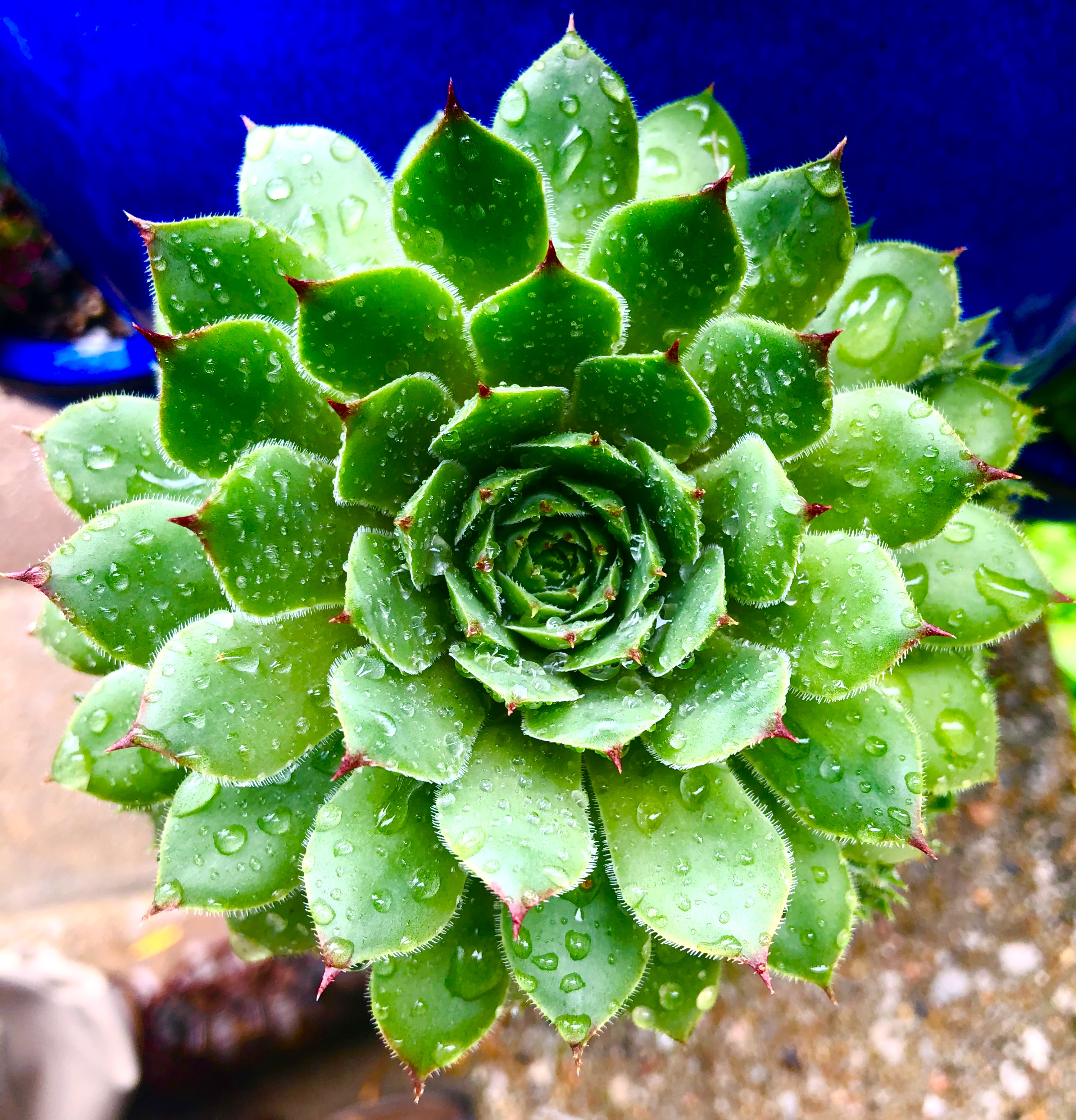
În apropiere de sempervivum mare

## Legături externe
Materiale media legate de Sempervivum la Wikimedia Commons